# Erling Skakke
Erling Ormsson, más conocido por su apodo Erling Skakke (en noruego: Erlingr inn skakki Krypinga-Ormsson; 1115-1179), fue un jarl de Noruega que tuvo un papel relevante en las guerras civiles noruegas como caudillo de la facción bagler en el siglo XII. Fue padre de Magnus V de Noruega, quien reinó de 1161 a 1184. 

## Biografía
Erling Skakke nació en Etne (Sunnhordland) y era miembro del clan familiar de los Støleætta, una antigua dinastía del reino de Hordaland. Su gran reputación e influencia procedía de la cruzada noruega cuando participó en la campaña del jarl de las Orcadas, Rögnvald Kali Kolsson, en el Mediterráneo entre 1152 y 1155. Erling estuvo en Tierra Santa, Constantinopla y por último visitó Roma. Durante una batalla con los sarracenos de Sicilia, una espada le asestó una grave herida en el cuello que, al sanar, le provocó una inclinación de la cabeza hacia un lado, de ahí su apodo «skakke» (inclinado). Se casó con Kristina, hija de Sigurd el Cruzado, y tuvieron un hijo, Magnus. Erling fue guardián de Inge I de Noruega, sucesor de Sigurd, y uno de los principales caudillos del consejo de lendmann tras la muerte de Inge en 1161. Kristina había tenido anteriormente un hijo con Sigurd Munn y Erling se ocupó de que su hijastro fuera decapitado para evitar una competencia directa con Magnus.

### Reinado de Magnus V
Erling Skakke hizo una política agresiva y buscó apoyos para que su hijo obtuviera la corona de Noruega y gobernase como Magnus V con solo ocho años, entre 1161 y 1163. Erling tomó el título de «jarl de Noruega» y mantuvo las riendas del poder durante la minoría de edad de su hijo. 
En 1166, Sigurd Agnhatt y su ahijado Olav Ugjæva protagonizaron una rebelión en Oppland y proclamaron rey a Olaf mientras Erling Skakke estaba de viaje en Dinamarca. Olav era hijo de Maria Øysteinsdotter, hija del rey Øystein I. Al regresar Erling a Noruega para combatir la insurgencia, fue atacado por los hombres de Olav en Rydjokul (Sørum), donde recibió severas heridas y apenas consiguió escapar. En 1168 Olav y sus hombres se aventuraron en el fiordo de Oslo, pero fueron derrotados en la batalla de Stanger, en Våler. Sigurd murió en la batalla, pero Olav escapó y se refugió en Dinamarca. 
Cuando Sverre Sigurdsson encabezó la rebelión de los Birkebeiner, Erling se vio comprometido, y finalmente cayó en la batalla de Kalvskinnet el 18 de junio de 1179, en las afueras de Nidaros. El rey Sverre honró a su oponente caído en el campo de batalla con un discurso durante su funeral. 
Erling fue un hombre de mucho talento, pero no fue apreciado por sus virtudes. Sus enemigos fueron despiadados, sobre todo en lo que se refiere a su posición y las reivindicaciones de sus hijos. En 1164, fundó la Abadía de Halsnøy, un monasterio agustino en el fiordo de Hardanger.

## FagrskinnayHeimskringla
Fagrskinna y Magnúss saga Erlingssonar (Heimskringla) son las fuentes principales sobre el reinado de Magnus V y Erling Skakke, así como las relaciones de este con Ragnvald Kali Kolsson, jarl de las Orcadas. Cuando Snorri Sturluson escribió Heimskringla, Erling y su hijo todavía gobernaban Noruega.

## Genealogía
|  |                             |  |  |  |  |  |  |  |  |  |  |  |  |  |  |  |
|  | 8. Svend Erlandsson         |  |  |  |  |  |  |  |  |  |  |  |  |  |  |  |
|  |                             |  |  |  |  |  |  |  |  |  |  |  |  |  |  |  |
|  |                             |  |  |  |  |  |  |  |  |  |  |  |  |  |  |  |
|  | 4. Sven Svensson            |  |  |  |  |  |  |  |  |  |  |  |  |  |  |  |
|  |                             |  |  |  |  |  |  |  |  |  |  |  |  |  |  |  |
|  |                             |  |  |  |  |  |  |  |  |  |  |  |  |  |  |  |
|  | 2. Krypinge-Orm Svensson    |  |  |  |  |  |  |  |  |  |  |  |  |  |  |  |
|  |                             |  |  |  |  |  |  |  |  |  |  |  |  |  |  |  |
|  |                             |  |  |  |  |  |  |  |  |  |  |  |  |  |  |  |
|  | 20. Eilif Bårdsson          |  |  |  |  |  |  |  |  |  |  |  |  |  |  |  |
|  |                             |  |  |  |  |  |  |  |  |  |  |  |  |  |  |  |
|  |                             |  |  |  |  |  |  |  |  |  |  |  |  |  |  |  |
|  | 10. Orm Eilivsson           |  |  |  |  |  |  |  |  |  |  |  |  |  |  |  |
|  |                             |  |  |  |  |  |  |  |  |  |  |  |  |  |  |  |
|  |                             |  |  |  |  |  |  |  |  |  |  |  |  |  |  |  |
|  | 21. Ragnhild Haakonsdatter  |  |  |  |  |  |  |  |  |  |  |  |  |  |  |  |
|  |                             |  |  |  |  |  |  |  |  |  |  |  |  |  |  |  |
|  |                             |  |  |  |  |  |  |  |  |  |  |  |  |  |  |  |
|  | 5. Ragna Ormsdatter         |  |  |  |  |  |  |  |  |  |  |  |  |  |  |  |
|  |                             |  |  |  |  |  |  |  |  |  |  |  |  |  |  |  |
|  |                             |  |  |  |  |  |  |  |  |  |  |  |  |  |  |  |
|  | 22. Finn Arnesson           |  |  |  |  |  |  |  |  |  |  |  |  |  |  |  |
|  |                             |  |  |  |  |  |  |  |  |  |  |  |  |  |  |  |
|  |                             |  |  |  |  |  |  |  |  |  |  |  |  |  |  |  |
|  | 11. Sigrid Finnsdotter      |  |  |  |  |  |  |  |  |  |  |  |  |  |  |  |
|  |                             |  |  |  |  |  |  |  |  |  |  |  |  |  |  |  |
|  |                             |  |  |  |  |  |  |  |  |  |  |  |  |  |  |  |
|  | 23. Thorberg Halfdansdatter |  |  |  |  |  |  |  |  |  |  |  |  |  |  |  |
|  |                             |  |  |  |  |  |  |  |  |  |  |  |  |  |  |  |
|  |                             |  |  |  |  |  |  |  |  |  |  |  |  |  |  |  |
|  | 1. Erling Skakke            |  |  |  |  |  |  |  |  |  |  |  |  |  |  |  |
|  |                             |  |  |  |  |  |  |  |  |  |  |  |  |  |  |  |
|  |                             |  |  |  |  |  |  |  |  |  |  |  |  |  |  |  |
|  | 24. Godwin de Wessex        |  |  |  |  |  |  |  |  |  |  |  |  |  |  |  |
|  |                             |  |  |  |  |  |  |  |  |  |  |  |  |  |  |  |
|  |                             |  |  |  |  |  |  |  |  |  |  |  |  |  |  |  |
|  | 12. Tostig Godwinson        |  |  |  |  |  |  |  |  |  |  |  |  |  |  |  |
|  |                             |  |  |  |  |  |  |  |  |  |  |  |  |  |  |  |
|  |                             |  |  |  |  |  |  |  |  |  |  |  |  |  |  |  |
|  | 25. Gytha Thorkelsdóttir    |  |  |  |  |  |  |  |  |  |  |  |  |  |  |  |
|  |                             |  |  |  |  |  |  |  |  |  |  |  |  |  |  |  |
|  |                             |  |  |  |  |  |  |  |  |  |  |  |  |  |  |  |
|  | 6. Skule Tostesson          |  |  |  |  |  |  |  |  |  |  |  |  |  |  |  |
|  |                             |  |  |  |  |  |  |  |  |  |  |  |  |  |  |  |
|  |                             |  |  |  |  |  |  |  |  |  |  |  |  |  |  |  |
|  | 26. Balduino IV de Flandes  |  |  |  |  |  |  |  |  |  |  |  |  |  |  |  |
|  |                             |  |  |  |  |  |  |  |  |  |  |  |  |  |  |  |
|  |                             |  |  |  |  |  |  |  |  |  |  |  |  |  |  |  |
|  | 13. Judith de Flandes       |  |  |  |  |  |  |  |  |  |  |  |  |  |  |  |
|  |                             |  |  |  |  |  |  |  |  |  |  |  |  |  |  |  |
|  |                             |  |  |  |  |  |  |  |  |  |  |  |  |  |  |  |
|  | 27. Leonor de Normandía     |  |  |  |  |  |  |  |  |  |  |  |  |  |  |  |
|  |                             |  |  |  |  |  |  |  |  |  |  |  |  |  |  |  |
|  |                             |  |  |  |  |  |  |  |  |  |  |  |  |  |  |  |
|  | 3. Ragnhild Skulesdatter    |  |  |  |  |  |  |  |  |  |  |  |  |  |  |  |
|  |                             |  |  |  |  |  |  |  |  |  |  |  |  |  |  |  |
|  |                             |  |  |  |  |  |  |  |  |  |  |  |  |  |  |  |
|  | 14. Nefstein stallari       |  |  |  |  |  |  |  |  |  |  |  |  |  |  |  |
|  |                             |  |  |  |  |  |  |  |  |  |  |  |  |  |  |  |
|  |                             |  |  |  |  |  |  |  |  |  |  |  |  |  |  |  |
|  | 7. Gudrun Nefsteinsdatter   |  |  |  |  |  |  |  |  |  |  |  |  |  |  |  |
|  |                             |  |  |  |  |  |  |  |  |  |  |  |  |  |  |  |
|  |                             |  |  |  |  |  |  |  |  |  |  |  |  |  |  |  |
|  | 30. Sigurd Syr              |  |  |  |  |  |  |  |  |  |  |  |  |  |  |  |
|  |                             |  |  |  |  |  |  |  |  |  |  |  |  |  |  |  |
|  |                             |  |  |  |  |  |  |  |  |  |  |  |  |  |  |  |
|  | 15. Ingerid Sigurdsdatter   |  |  |  |  |  |  |  |  |  |  |  |  |  |  |  |
|  |                             |  |  |  |  |  |  |  |  |  |  |  |  |  |  |  |
|  |                             |  |  |  |  |  |  |  |  |  |  |  |  |  |  |  |
|  | 31. Åsta Gudbrandsdatter    |  |  |  |  |  |  |  |  |  |  |  |  |  |  |  |
|  |                             |  |  |  |  |  |  |  |  |  |  |  |  |  |  |  |
|  |                             |  |  |  |  |  |  |  |  |  |  |  |  |  |  |  |

## Herencia
- Hijos con Christine Sigurdsdatter (1125 - 1178)

Magnus V de Noruega
Ragnhild Erlingsdatter (n. 1158) que casó en primeras nupcias con Jon Thorbergsson de Rogaland (1156 - 1179) con quien no tuvo descendencia, y en segundas nupcias con Hallkjell Jonsson de Møre (1158 - 1194) que murió en la batalla de Florvåg.

### Hijos ilegítimos
- Hijos con Asa den Lyse (n. 1130)

Sigurd Erlingsson (1168 - 1203). (No confundir con Sigurd Ribbung Erlingsson).
- Hijos de otras relaciones:

Reidar Erlingsson (n. 1162)
Ogmund Erlingsson (n. 1164)
Finn Erlingsson (1166 - 1185), posible hijo de Asa den Lyse.